# Епархия Вирака

Провинция Катандуанес (выделено красным)

Епархия Вирака (лат. Dioecesis Viracensis) — епархия Римско-Католической церкви с центром в городе Вирак, Филиппины. Епархия Вирака распространяет свою юрисдикцию на провинцию Катандуанес. Епархия Вирака входит в митрополию Касереса. Кафедральным собором епархии Вирака является Непорочного Зачатия Пресвятой Девы Марии

## История
27 мая 1974 года Римский папа Павел VI выпустил буллу Divino Christi, которой учредил епархию Вирака, выделив её из епархий Легаспи.

## Ординарии епархии
- епископ José Sorra (1974 — 1993);
- епископ Manolo Alarcon de los Santos (1994 — по настоящее время).

## Источник
- Annuario Pontificio, Ватикан, 2007
- Булла Divino Christi, AAS 66 (1974), стр. 467  (лат.)